# Penstemon compactus
Penstemon compactus là một loài thực vật có hoa trong họ Mã đề. Loài này được (D.D. Keck) Crosswh. mô tả khoa học đầu tiên năm 1967.